# الکسی چرووتکین
الکسی چرووتکین (روسی: Алексей Александрович Червоткин؛ زادهٔ ۳۰ آوریل ۱۹۹۵) اسکی‌باز صحرانوردی اهل روسیه است.